# Велики литовски хетман
Велик литовски хетман (на беларуски: Гетман вялікі літоўскі, на полски: Hetman wielki litewski) се наричал главнокомандващият на въоръжените сили на Великото литовско княжество между XV и XVIII век. 
След създаването на Полско-литовската държава титлата обозначава един от двамата висши военачалници наред с Великия хетман на короната. Заместникът на Великия хетман носи титлата Полеви хетман литовски.
За разлика от Полевия хетман, Великият хетман в мирно време се намирал в двора на Великия княз. Той отговарял за набирането, оборудването и финансирането на литовската армия. Великият хетман имал и съдебна власт над всички членове на литовската армия.
В случай на война той поема командването от Полевия хетман и повежда литовската армия в битка. Полската армия също е ръководена от Велик хетман. В повечето случаи кралят назначавал за главнокомандващ на обединената армия онзи Велик хетман, когото смятал за по-добър (или полския, или литовския). Въпреки това избраният не е имал пряко командване над съответно другата армия, а само косвено. Вторият велик хетман винаги е бил негов заместник.
От 1579 г. нататък титлата Велик хетман се присъждала пожизнено, освен ако титулярът на длъжността не се оттегли от военна служба.

## Виж също:
- хетман